# Omerta
Omerta je část kodexu mafie, podle kterého je člen organizace povinen vůči policii a úřadům zachovávat mlčení o všech aktivitách organizace a jejích členech, i kdyby se mělo jednat o jeho nepřátele. Porušení tohoto „zákona mlčení“ bývá trestáno smrtí. Smrt byla nejčastěji vykonána luparou a broky byly posypány solí.

## Původ slova
Omerta původně znamenala zákon cti, přestože její dodržování bývalo zapříčiněno spíše strachem než ctí a statečností.
V době, kdy lidé v chudých oblastech na Sicílii dospěli k názoru, že vláda, úřady a policie jim před útlakem nepomohou, začal spolu s fungováním mafie platit i zákon omerty. Tajná organizace tehdy vzala zákon do svých rukou a stanovila vlastní pravidla. Jedním z nich byla přísná mlčenlivost. Zločiny se staly osobní věcí, kterou lidé řešili vždy jen mezi sebou a ne s pomocí policie. Stejně důležitá jako omerta byla i vendeta, pravidlo pomsty.
Svědkové vraždy i příbuzní oběti pak například před policií tvrdili, že nic neviděli, nic neslyšeli a na nic si nepamatují. Pro usvědčení pachatelů pak v takových případech chyběly policii důkazy.

## První porušení pravidla omerty
Oficiálně prvním člověkem, který otevřeně popsal strukturu mafie, její zákony a praktiky, a tím porušil zákon omerty, byl Joe Valachi. Stalo se tak při výslechu před americkým kongresem v roce 1963.
V současnosti již bývá pravidlo omerty často porušováno, když členové mafiánských struktur vypovídají před soudem výměnou za mírnější trest.